# 日本短歌協会
日本短歌協会（にほんたんかきょうかい）は、過去に存在した、東京都に本部を置く短歌の組織。2006年4月1日に前身の「フォーラム現代短歌」が発足、2007年設立。2020年かぎりで解散。

## 設立目的
- 短歌という分野で社会に貢献すること。
- 社会的存在として、短歌仲間、結社歌人のみならず広く社会全体に情報発信し、現代社会に必要な行動を取る組織体として、従来の組織を補完すること。

日本短歌協会は2006年4月に、「短歌という分野で社会に貢献すること」を目的として発足した。多くの短歌組織が「歌人」の集まり・親睦を主目的としているのに対して、日本短歌協会は、社会的存在として、短歌仲間、結社歌人のみならず広く社会全体に情報発信し、現代社会に必要な行動を取る組織体として、従来の組織を補完することを目的としている。

## 協会内部の活動
- 会誌の発行（年4回）
- 地域組織（ボックス）の形成とのボックス主催による地域活動

## 組織
本部組織
- 事務局：東京都

理事長：甲村秀雄
理事
理事長：甲村秀雄（ぱとす）
副理事長・理事長代行：久泉迪雄（綺羅）
理事：小島資行（ナイル）
理事：小田部瑠美子（ナイル）
理事：井辻朱美（かばん）
理事：住谷眞（ナイル）
理事：岡貴子（蓮）
理事：中川宏子（未来）
監査委員長：小村井敏子（ナイル）
監査委員：江沼半夏（綺羅）
本部組織
- 総務部
- 財務部
- 会報発行部
- 歌人年鑑出版部
- 事務局
- 企画室

地方組織
- 北信越ボックス

会長：田中譲
事務局：高岡市
幹事長：江沼半夏
- 東京ボックス

会長：小久保晴行
事務局：東京都
幹事長：石川幸雄
- 東北ボックス

会長：佐野督郎
事務局：仙台市
幹事長：若林ちぐさ
- 近畿ボックス

会長：吉岡迪子
事務局：京都市
幹事長：三田村正彦

### 地方組織の活動
- 地域主催の短歌大会の実施
- 歌会・後援会の開催

など
青年部の活動
- 劇詩「暁の寺」の制作。

青年部が主体となり、「共同制作・劇詩/暁の寺（構成・演出　甲村秀雄）」を、「歌人年鑑」に連載・発表している。2011年度版より4回連載の予定。これまで、「地獄の巻」「遍獄の巻」「准獄の巻」が発表されている。三島由紀夫の『暁の寺』とダンテ『神曲』の交錯する世界の創造をめざし、今後は単行本化、公演も視野に入れている。

## 社会的活動
日本短歌大会の開催
- 第1回日本短歌大会（茨城）- 最初の声を茨城から

日時：2010年（平成22年）5月9日
会場：水戸京成ホテル
後援：茨城県教育委員会、茨城文化団体連合、茨城文芸協会、茨城新聞社
選者
一般の部：大島史洋、甲村秀雄、鈴木諄三、福島美恵子、吉田和人
青少年の部：綾部光芳、川西安代、栗林喜美子、濱谷美代子、依田仁美
- 第2回日本短歌大会（東北）- 短歌を通じて文化・精神生活の復興再建を

日時：2012年（平成24年）7月1日
会場：仙台市青年文化センター交流ホール
後援：宮城県、宮城県教育委員会、宮城県芸術協会、仙台市、仙台市教育委員会、河北新報社
選者
一般の部：甲村秀雄、徳山高明、久泉迪雄
青少年の部：梓志乃、佐藤成晃、濱谷美代子
歌人年鑑の刊行
- 趣旨

毎年1回「日本短歌協会歌人年鑑出版部」編により「歌人年鑑」を株式会社学研教育出版より刊行。作品集成、エッセー、劇詩、現代短歌の動向、関連資料等を収録する。2018年度版から発行元を日本短歌協会に変更。
- 刊行状況

2009年度版作品集成「光と影の（青）の帆船」2009年3月31日刊
2010年度版作品集成「光と影の（炎）の帆船」2010年3月31日刊
2011年度版作品集成「光と影の（花）の帆船」2011年3月31日刊
2012年度版作品集成「光と影の（夢）の帆船」2012年5月29日刊
2013年度版作品集成「光と影の（風）の帆船」2013年6月18日刊
2014年度版作品集成「光と影の（美）の帆船」2014年6月24日刊
2015年度版作品集成「光と影の「銀」の帆船」2015年5月15日刊
2016年度版作品集成「光と影の「楽」の帆船」2016年5月15日刊
2017年度版作品集成「光と影の「空」の帆船」2017年4月30日刊
2018年度版作品集成「光と影の「歌」の帆船」2018年5月15日刊
優良歌集の顕彰（日本短歌協会賞）
- 趣旨

優良歌集の顕彰を目的とし、第一歌集を対象とする非公募制。選考委員の合議により選出し、6月に開催される定時総会時に表彰式を行っている。
選考委員：井辻朱美、小田部瑠美子、久泉迪雄、松本芙貴子、三田村正彦
- 受賞者および作品

第1回（2009年）：濱谷美代子『君の夕日に染まつてゐたい』、次席：森水晶『星の夜』
第2回（2010年）：該当作なし、次席：村田馨『疾風の囁き』、岡部修平『季の摂理』
第3回（2011年）：三田村正彦『エンドロール』
第4回（2012年）：久保芳美『金襴緞子』、次席：冨田眞紀恵『季の約束』
第5回（2013年）：柳谷あゆみ『ダマスカスへ行く　前・後・途中』、次席：斎藤雅也『萩の散るころ』
第6回（2014年）：松本芙貴子『空色のかばん』、次席：田中あさひ『まひまひつぶり』
第7回（2015年）：該当作なし、次席：渡辺知英子『無垢の音』、原詩夏至『レトロポリス』
第8回（2016年）：小田部瑠美子『思ひ出は遥かに』、次席：山中もとひ『＜理想語辞典＞』
第9回（2017年）：松本豊子『コンペイトウ』、次席：宮本万里子『風のささやき』
第10回（2018年）：該当作なし

### 社会的活動の例
1. 歌人の自主性を活かした「歌人年鑑」の制作と呈示
2. 会員外にも開放した「オープンシンポジウム」「オープン歌会」の開催
3. 一般社会からの、短歌に関する基本事項についての個別相談への対応（協会ホームページを通してしばしばあり、具体的には短歌関係の著作権問題など）
4. 反社会行為撲滅へのTVキャンペーンへの協力（２度にわたり、「ほめほめ商法（褒め上げ商法）撲滅キャンペーン」に取り組む）
5. 学生の短歌研究活動への支援
6. 被災地復興の一助として「仙台短歌大会」の開催
7. 各種短歌講座への講師派遣要請への協力
8. 通信講座開設に関する協力
9. 「ゆうちょ財団」のキャンペーンへの協力
10. テレビドラマへおける短歌関連の考証への協力